# Aleksandr Szewczenko (tenisista)
Aleksandr Aleksandrowicz Szewczenko (ros. Александр Александрович Шевченко; ur. 29 listopada 2000 w Rostowie nad Donem) – kazachski tenisista, do 2024 roku reprezentujący Rosję.

## Kariera tenisowa
W karierze zwyciężył w trzech singlowych turniejach cyklu ATP Challenger Tour. Ponadto wygrał cztery singlowe oraz dwa deblowe turnieje rangi ITF.
W 2023 roku zadebiutował w imprezie Wielkiego Szlema podczas singlowego turnieju French Open. Po zwycięstwie w pierwszej rundzie nad Oscarem Otte przegrał w kolejnej z Lorenzo Musettim.
W rankingu gry pojedynczej najwyżej był na 48. miejscu (4 grudnia 2023), a w klasyfikacji gry podwójnej na 406. pozycji (20 lutego 2023).
W 2024 roku tuż po rozgrywkach Australian Open Kazachski Związek Tenisowy potwierdził, że od teraz Szewczenko występował będzie w barwach Kazachstanu.

### Zwycięstwa w turniejach ATP Challenger Tour

#### Gra pojedyncza
| Końcowy wynik | Nr | Data             | Turniej    | Nawierzchnia | Przeciwnik       | Wynik finału |
| ------------- | -- | ---------------- | ---------- | ------------ | ---------------- | ------------ |
| Zwycięzca     | 1. | 12 czerwca 2022  | Bratysława | Ceglana      | Riccardo Bonadio | 6:3, 7:5     |
| Zwycięzca     | 2. | 22 stycznia 2023 | Teneryfa   | Twarda       | Sebastian Ofner  | 7:5, 6:2     |
| Zwycięzca     | 3. | 16 kwietnia 2023 | Madryt     | Ceglana      | Pedro Cachín     | 6:4, 6:3     |